# État plasma

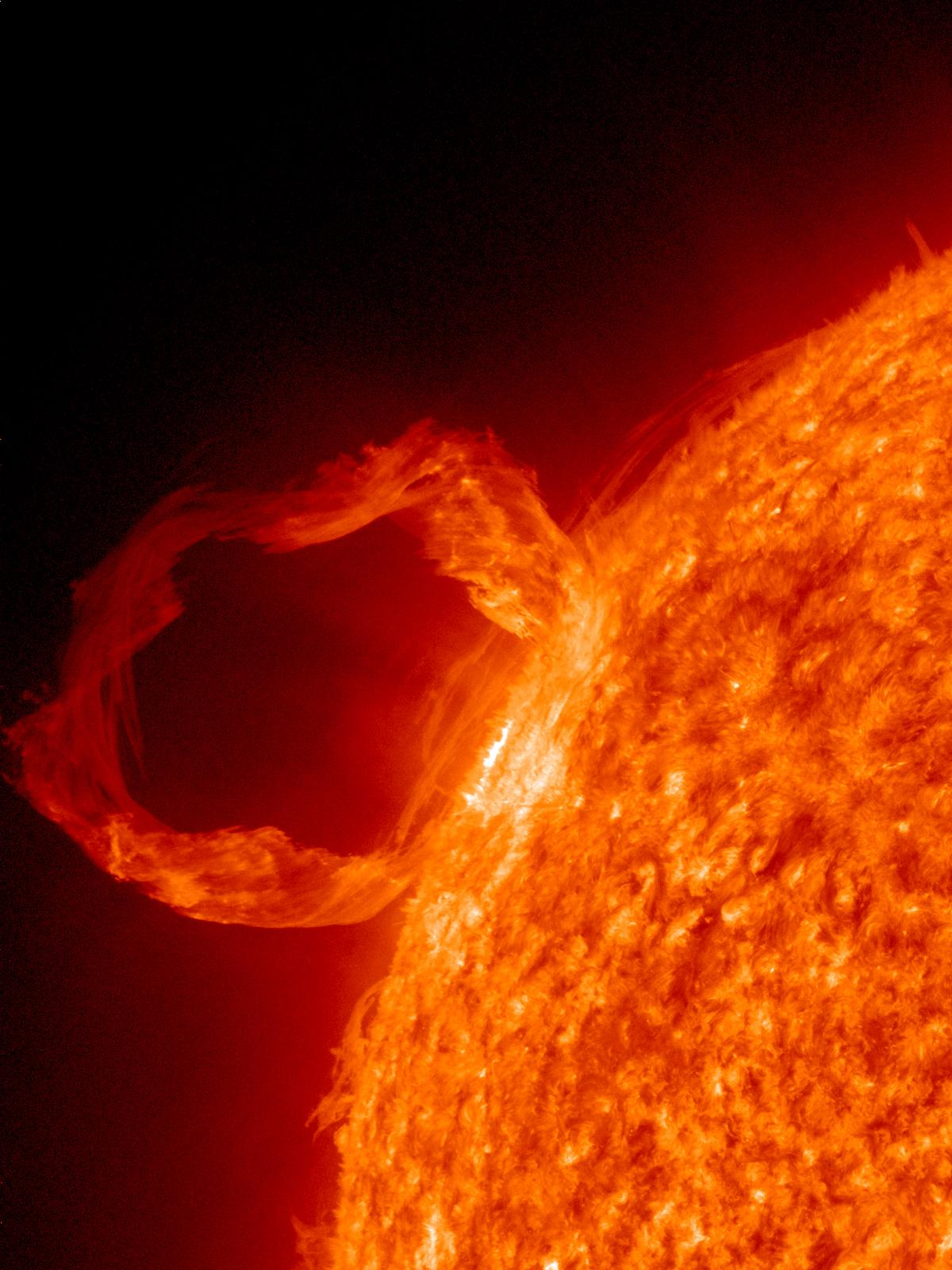
Le soleil est une boule de plasma.

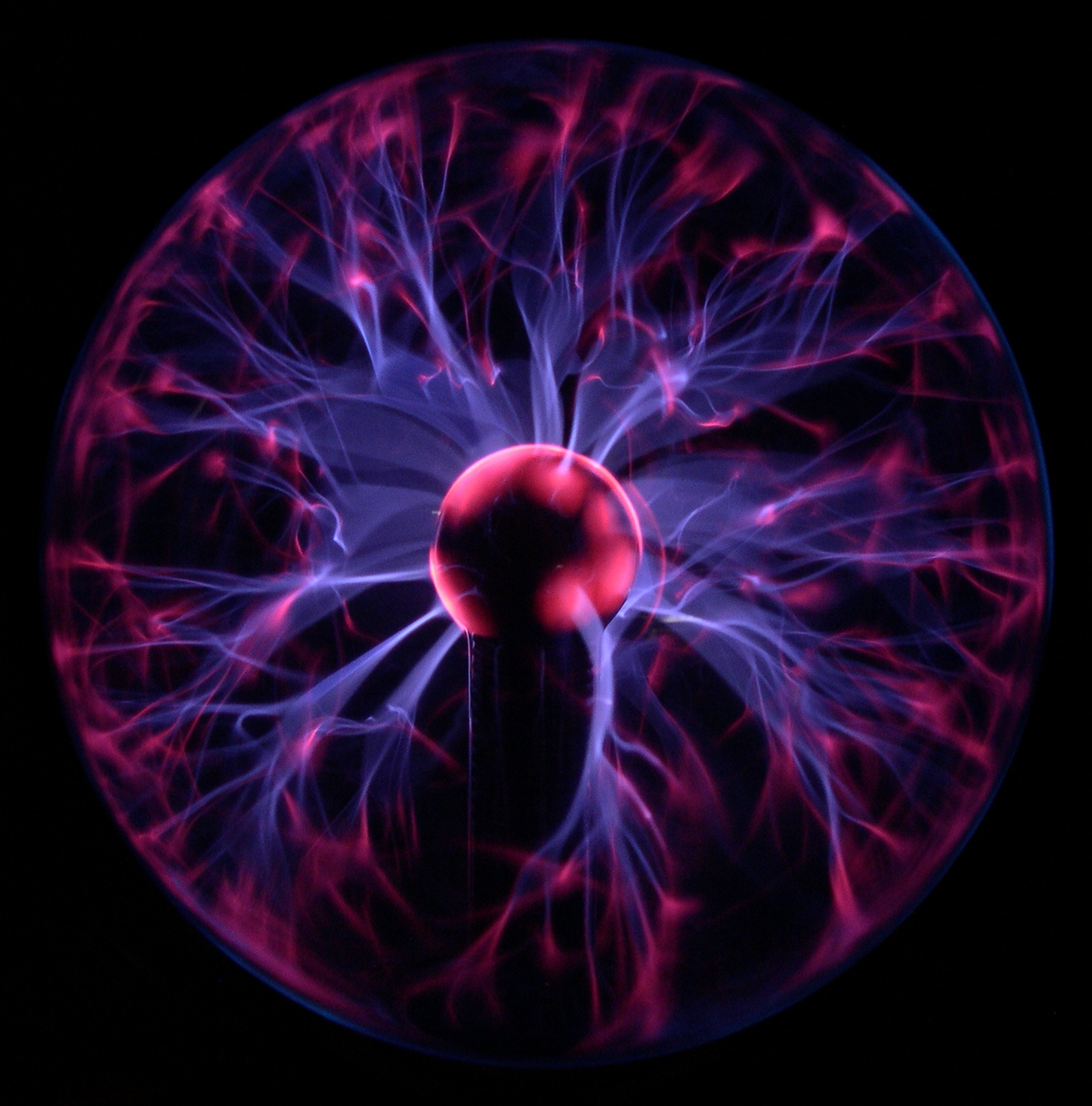
Lampe à plasma.

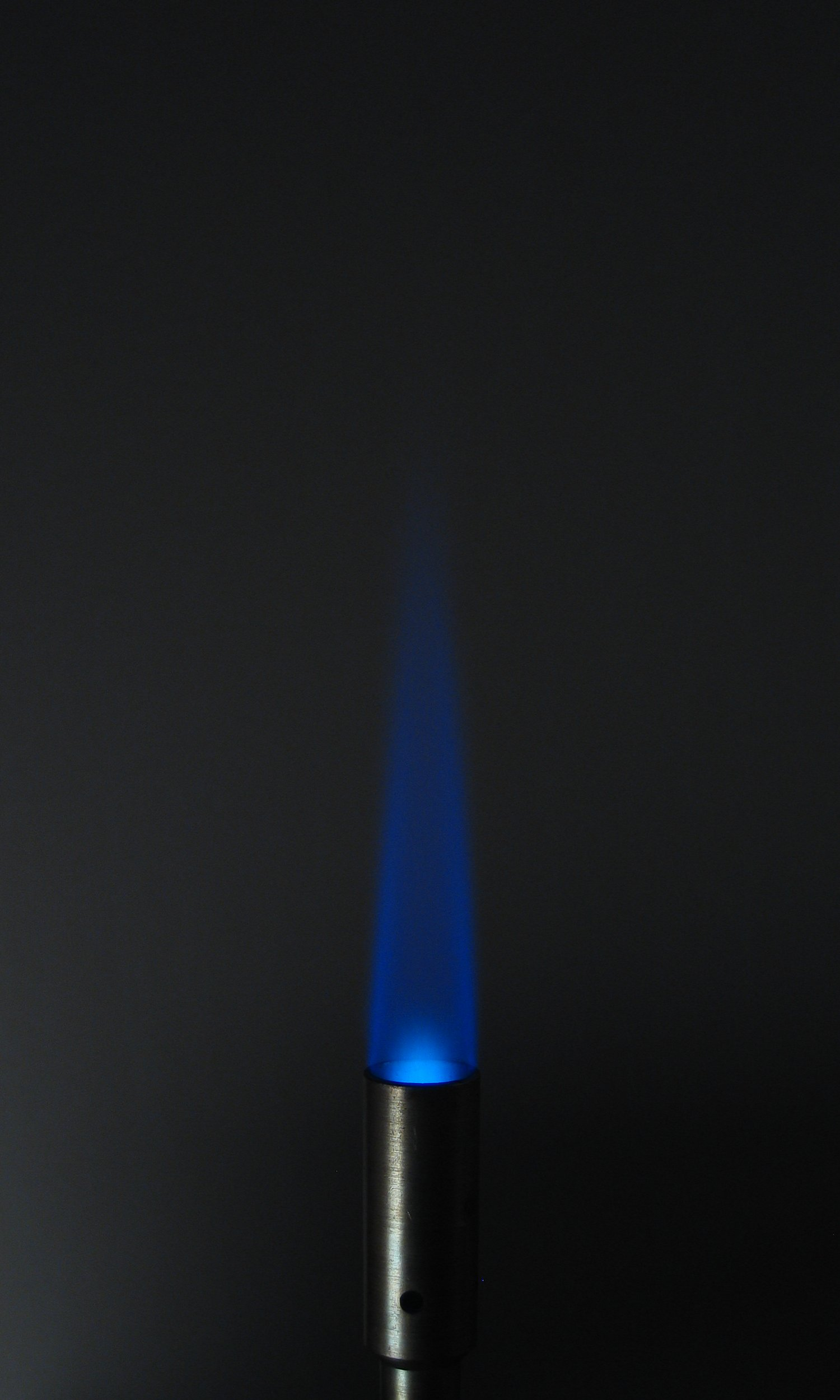
Les flammes de haute température sont des plasmas.

Pour les articles homonymes, voir Plasma.
L'état plasma est un état de la matière, tout comme l'état solide, l'état liquide ou l'état gazeux, bien qu'il n'y ait pas de transition brusque pour passer d'un de ces états au plasma ou réciproquement. Il est visible sur Terre, à l'état naturel, le plus souvent à des températures élevées favorables aux ionisations, signifiant l’arrachement d'électrons aux atomes. On observe alors une sorte de « soupe » d'électrons extrêmement actifs, dans laquelle « baignent » également des ions ou des molécules neutres. Bien que globalement électriquement neutre, le plasma est composé d’électrons et d’ions ce qui le rend très sensible à l'action de champs électrique, magnétique et électromagnétique (internes comme externes) et ce qui rend sa dynamique, en général, d'une grande complexité. De plus, les propriétés chimiques de cet état sont assez différentes de celles des autres états ; elles sont parfois dites « exotiques ». Les exemples de plasmas les plus courants sur Terre sont les flammes de haute température et la foudre.
Le terme « plasma » (on parle aussi de « quatrième état de la matière ») a été utilisé en physique pour la première fois par le physicien américain Irving Langmuir en 1928,, par analogie avec le plasma sanguin. La branche qui l'étudie est la physique des plasmas.

## Formation d'un plasma
Dans les conditions usuelles, un milieu gazeux ne conduit pas l’électricité car il ne contient quasiment aucune particule chargée libre (électrons ou ions). Lorsque ce milieu est soumis à un champ électrique faible, il reste un isolant électrique car il n’y a pas d’augmentation du nombre de particules chargées. Mais si le gaz est soumis  à un fort champ électrique (par exemple, 30 kV/cm pour l'air à la pression atmosphérique), des électrons libres et des ions positifs peuvent apparaître en quantité significative de telle sorte que le gaz devienne conducteur.
Lorsque l’ionisation est suffisamment importante pour que le nombre d’électrons par unité de volume (ne) ne soit pas négligeable par rapport à celui des atomes neutres (nn), le gaz devient alors un fluide conducteur appelé plasma dont le degré d’ionisation est défini par la formule : 
{\displaystyle \tau ={\frac {n_{e}}{n_{e}+n_{n}}}}
qui est l’un des paramètres importants pour caractériser un plasma.
Les particules chargées électriquement qui composent le plasma sont soumises aux forces de Laplace. Le fluide est donc sensible aux champs magnétiques et peut, par exemple, être dévié ou déformé par un champ magnétique (aimant par exemple).
Typiquement, l'énergie d'ionisation d'un atome ou d’une molécule est de quelques électronvolts (eV). La température nécessaire pour former un plasma en équilibre thermodynamique (généralement local) est donc celle à partir de laquelle l'énergie thermique, qui peut être estimée par le produit kT, atteint cet ordre de grandeur, c'est-à-dire lorsque kT ≈ 1 eV, soit une température d'environ 11 000 K.

## Classifications de plasmas
Il existe une très grande diversité de plasmas, distingués par au moins une de leurs propriétés.
Par exemple, si le degré d’ionisation est considéré, les plasmas sont classés en « plasmas chauds » et « plasmas froids ». Les plasmas fortement ionisés sont nommés « plasmas chauds » par opposition des plasmas faiblement ionisés, dit plasmas froids.
L’échelle de température des plasmas va de la température ambiante à plusieurs millions de kelvin pour un plasma de fusion thermonucléaire. Un plasma d’arc d’environ 10 000 K fait ainsi partie de la famille des plasmas froids,.
Ceci étant dit, les frontières ne sont pas bien définies et parfois, d’autres familles comme celle des « plasmas naturels » sont définies à côté des deux familles susmentionnées. Par exemple, l’objectif de la division plasmas de la Société française de physique (SFP) est de rassembler la communauté des physiciens des trois grands domaines des plasmas (naturels, chauds ou de fusion, froids ou industriels).
- Selon la pression, on distingue les plasmas « à haute pression » (dont les plasmas à pression atmosphérique) et ceux « à basse pression » (par exemple les plasmas de gravure en microélectronique).
- Selon l’équilibre thermodynamique (généralement local) atteint ou non, les plasmas se classent dans les « plasmas en équilibre » et les « plasmas hors équilibre (nonequilibrium) ».
- Selon la température des espèces lourdes, les plasmas froids se divisent en plasmas thermiques et non thermiques.
- Selon la nature de la source d’énergie pour la production de plasma, on distingue les plasmas DC, les plasmas RF, les plasmas micro-ondes, les plasmas transitoires, laser plasma…
- Selon la configuration électro-mécanique, les plasmas couronnes, les plasmas DBD…

## Exemples

Les différents plasmas en fonction de leur température par rapport à leur densité.

Les plasmas sont extrêmement répandus dans l'Univers puisqu'ils représentent plus de 99 % de la matière ordinaire. Toutefois, ils passent presque inaperçus dans notre environnement proche, étant donné leurs conditions d'apparition très éloignées des conditions de température et de pression de l'atmosphère terrestre.

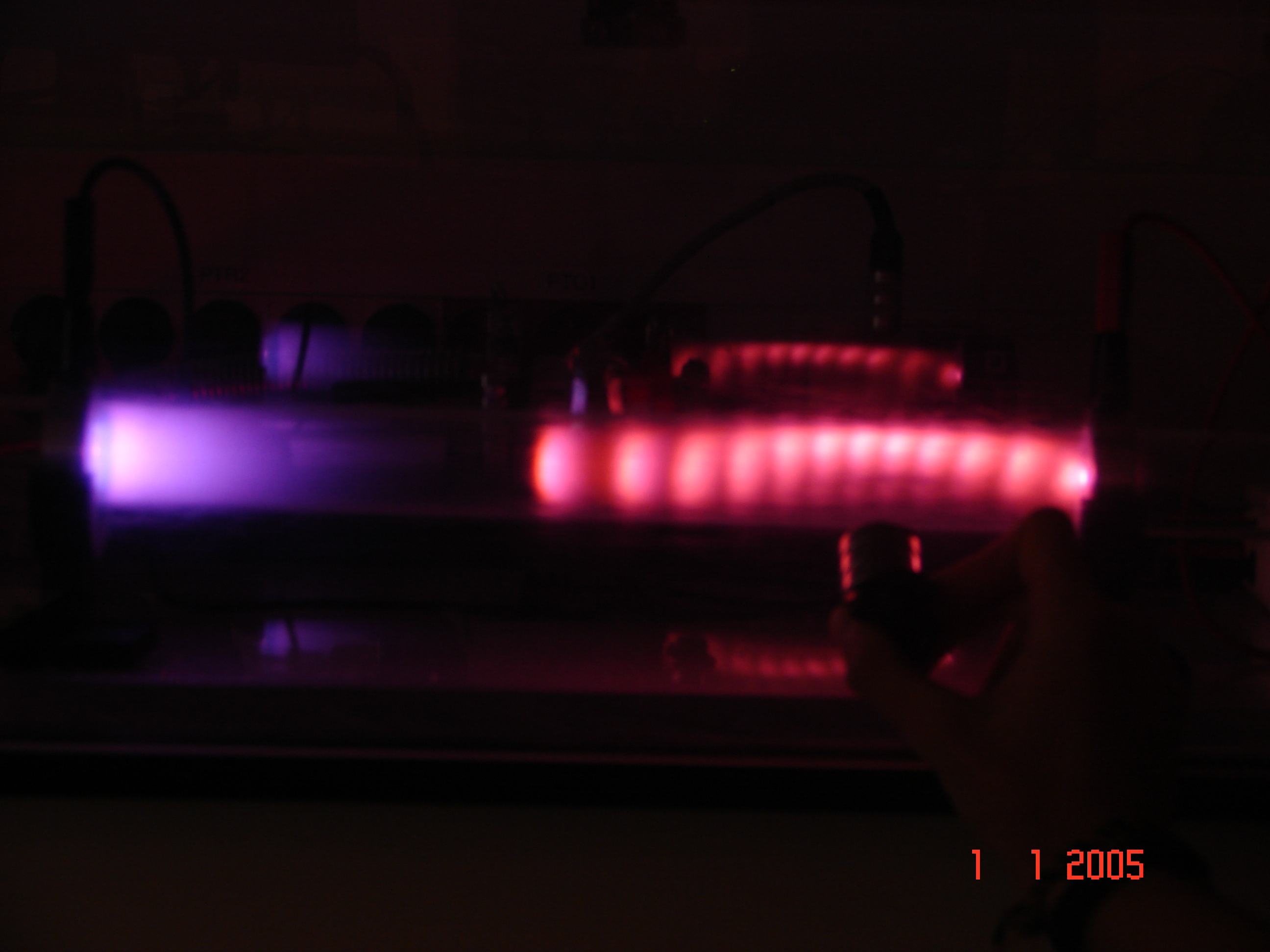
Plasma de laboratoire formé sous basse pression par une haute tension électrique (600 V) dans un tube en verre. Le fluide est déformé par un aimant permanent en vertu des forces de Laplace.

Ainsi, on distingue les plasmas naturels :
- le plasma astrophysique ;
- les étoiles, nébuleuses gazeuses, quasar, pulsar ;
- les aurores boréales ;
- la foudre ;
- l'ionosphère ;
- le vent solaire ;
- la queue des comètes ;
- la traînée des étoiles filantes ;
- le cœur des flammes[b]

et les plasmas industriels :
- les décharges électriques (arcs comme dans les disjoncteurs à haute-tension ou les torches, ou d'autres types de décharges comme dans les lampes à gaz, les décharges micro-ondes, ou les générateurs de rayon X) ;
- les plasmas de traitement pour dépôt, gravure, modification de surface ou dopage par implantation ionique ;
- dans certains types de téléviseurs ;
- la propulsion par plasmas ;
- la fusion nucléaire (qui concerne les machines de type tokamak, stellarator, Z-pinch...).

## Plasmas spécifiques et applications
De nombreuses autres applications ne sont encore que des expériences de laboratoire ou des prototypes (radar, amélioration de combustion, stérilisation, etc.) :
- plasma quarks-gluons, un état de la matière où les quarks et les gluons ne sont plus confinés dans des particules, mais libres ;
- plasma astrophysique, une matière qui représente la grande proportion de l'espace en dehors des galaxies, étoiles et planètes ;
- plasma de fusion, créé avec des lasers ou autres rayonnements ;
- plasma stealth, utilisation de plasma dans la recherche de la furtivité ;
- lampe à plasma, qui utilise la luminosité du plasma ;
- écran à plasma, écran plat dont la lumière est créée par du phosphore excité par une impulsion électrique à plasma ;
- torche à plasma, méthode de génération de plasma utilisée dans différentes applications (en chimie, traitement des déchets, etc.) ;
- accélération laser-plasma, méthode de production de faisceaux d'électrons.

## Dans la culture populaire
Dans de nombreuses œuvres de sciences fiction, telle que Star Wars, Halo et Transformers, le plasma et les plasmoïdes sont à la base d'armes imaginaires, souvent similaires au focalisateur de plasma dense (« canon à plasma »).
Durant les années 2010, la création de plasma à partir de raisins chauffés dans un four à micro-ondes domestique est devenue une expérience populaire répandue. En 2019, ce phénomène a été expliqué de manière rigoureuse. Les raisins étant assimilables à de petite sphères à forte teneur en eau, la longueur des micro-ondes auxquelles on les expose est modifiée et l'énergie se concentre au centre du fruit. Lorsque deux raisins ainsi irradiés sont placés côte à côte, un transfert d'électron se produit dans le petit espace qui sépare les deux fruits, ce qui produit l'apparition de plasma.